# 荘公光
荘公光（そうこうこう）は、春秋時代の斉の第25代君主。後荘公とも。

## 略歴
武を好み、気性が荒かったため、父の霊公に廃嫡されるが、霊公の死後、宰相である崔杼に擁立されて太子牙を幽閉して斉公となる。一説には病床の霊公を殺して斉公として立ったとも言われる。その後、再び確執があり、太傅の高厚を殺害した。
彼の時代には斉は隆盛し、政治的には安定していたが、荘公自身は贅沢を好み、諫言を嫌った。晋の卿の欒盈が反乱を起こして敗れ、斉へ亡命してきたときは、これを歓迎して復讐に手を貸そうとして晏嬰に諫言された。それゆえ荘公は晏嬰を退けた。前548年、美女として評判の高かった崔杼の妻と密通したため崔杼に恨まれ、その館を訪ねたとき、私兵に襲われて殺された。

### 蟷螂の斧
ある日、荘公は馬車で狩りに出かけた。道に一匹の虫がいて、斧（前足）をふりあげ、馬車の車輪に向かってきた。荘公は「これは、何という虫か」と御者に尋ねた。御者は「これは、蟷螂（とうろう。カマキリ）という者ですが、自分の力のほどを考えず、進むことのみ知って、退くことを知りませぬ」。荘公はそれを聞いて「これがもし人間なら、天下の武勇の者であるだろう」と言い、わざわざ車の向きを変えさせ、道のカマキリをよけて通った。国君である彼が、その勇気に敬意を払って一匹の虫に道を譲ったこの話が世に伝わると、命を投げ出して仕える主君を知ったとばかり、天下の勇者が続々と荘公のもとに集まってきた。荘公が崔杼に殺されたとき、事態を聞いた子飼いの勇士たちが崔杼の館にかけつけ、決死の突撃で数多く死んだ（『韓詩外伝』）。